# Região Censitária de Valdez-Cordova
A Região Censitária de Valdez-Cordova é uma das 11 regiões localizada no estado americano do Alasca que faz parte do Distrito não-organizado, portanto não possui o poder de fornecer certos serviços públicos aos seus habitantes, que são fornecidos por distritos organizados e por condados. Como tal, não possui sede de distrito. Possui uma área de 104 115 km², uma população de 10,195 habitantes e uma densidade demográfica de cerca de 0,1 hab/km². Suas maiores comunidades são Valdez e Cordova.